# 王冠微蟹蛛
王冠微蟹蛛（学名：Lysiteles coronatus）为蟹蛛科微蟹蛛属的动物。分布于日本、朝鲜、俄罗斯以及中国大陆的等地。